# Чамплас Ду Кол (Торино)
Чамплас Ду Кол је насеље у Италији у округу Торино, региону Пијемонт.
Према процени из 2011. у насељу је живело 79 становника. Насеље се налази на надморској висини од 1768 м.